# Маєрський Тадей Станіславович

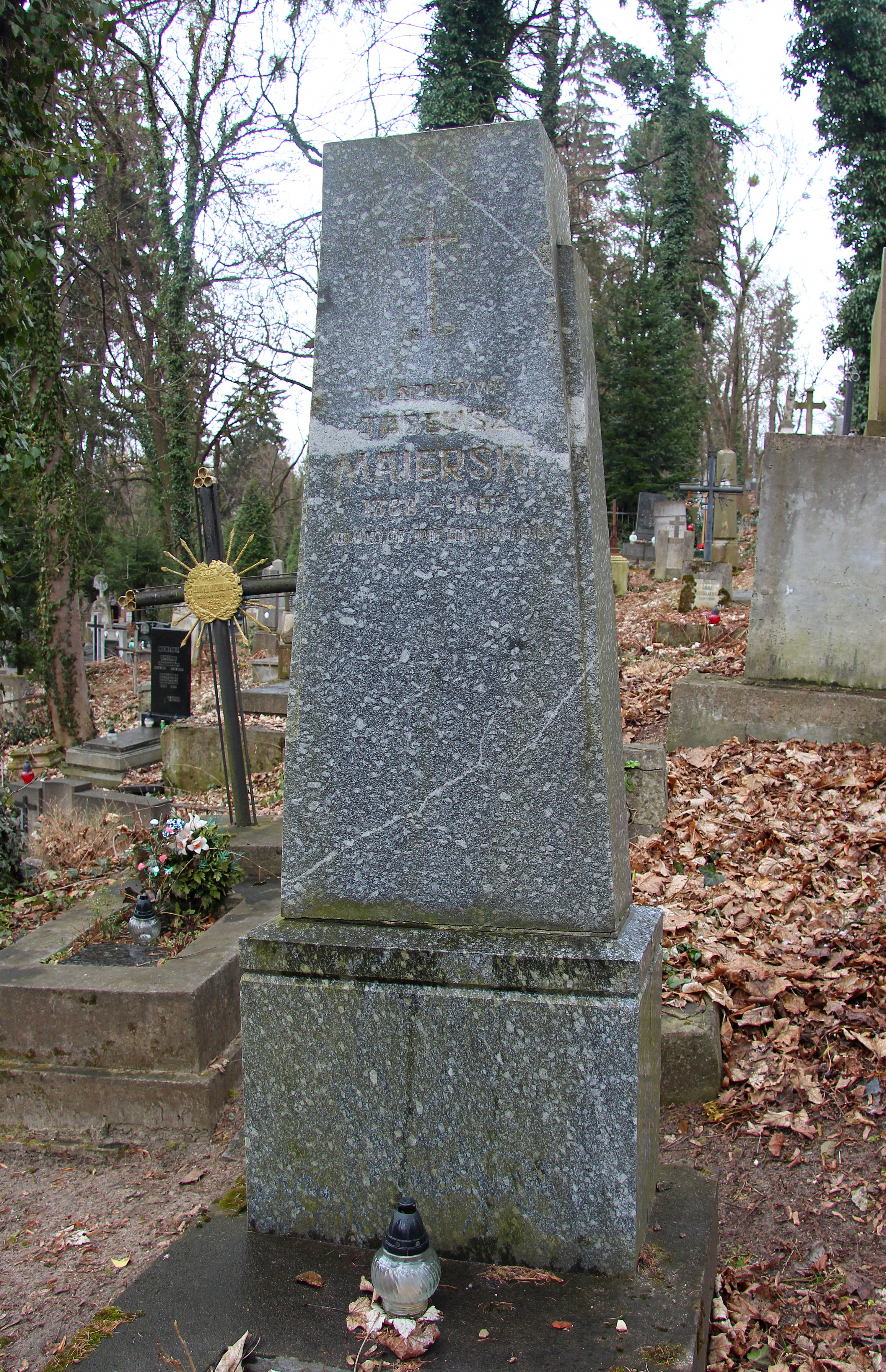

Таде́уш (Тадей) Станісла́вович Маєрський (29 червня 1888, Львів — 16 жовтня 1963, Львів) — український педагог, композитор, піаніст і музичний діяч.

## Біографія
Закінчив філософський факультет Львівського університету і Консерваторію Галицького Музичного Товариства (ГМТ, 1911) по класах фортепіано і композиції у Людомира Ружицького, потім в 1912–1914 рр. удосконалював виконавську майстерність у Лейпцизькій консерваторії у Йозефа Пембауера.
У 1910–1920 рр. активно концертував як соліст і ансамбліст у Польщі, в тому числі в ансамблі з віолончелістом Д. Данчовським. Ним було здійснено артистичне турне (Белград, Відень, Будапешт) з братом Яном Маєрським — тенором, артистом Паризької опери; він провів цикл концертів з співачкою А. Яновською (Львів, 1923), з 1927 р. виступав також як ансамбліст в складі тріо (разом з С. Кребсом і А. Шмаром). З 1920 р. викладав фортепіано і методику фортепіанної гри в Консерваторії ГМТ, з 1927 р. —  професор вищого і концертного курсів ГМТ. У 1931 р. заснував Товариство аматорів музики і опери. У 1930-х роках займався, в основному, фортепіанною педагогікою і композицією, іноді виступав з публікаціями як музичний критик.
У 1939–1941 рр. та 1944–1955 рр. він викладав загальне фортепіано у Львівській державній консерваторії, у 1955 р. отримав класс спеціального фортепіано, де працював до кінця життя Серед учнів — А. Дунда, В. Задерацький, Л. Компанієць, Л. Мазепа, Г. Мозер, А. Нікодемович, Е. Чехаровська.
Помер у Львові, похований на 63 полі Личаківського цвинтаря.

## Характеристика творчості
Композиторська творчість Маєрського охоплює різні жанри вокальної та інструментальної музики. Перші твори були написані ним ще в молоді роки, а в 1920-х р. він, за свідченнями сучасників, досяг вже творчої зрілості. Особливе місце Маєрського серед львівських композиторів визначається тим, що в 1930-х роках він, як і Ю. Кофлер, зацікавився додекафонною технікою і випробував її застосування у своїх творах. Це були два перші і єдині в той час не тільки у Львові, але й у цілій Польщі музиканти, які освоїли цю новаторську композиторську техніку. Саме в цей час ним були написані центральні твори, симфонічні і фортепіанні. «Симфонічні етюди» для великого оркестру — головний додекафонний твір композитора виконувались на різних естрадах, зокрема 1938 р. у Львові, а пізніше — в Базелі. Додекафонні твори композитора не становлять якоїсь окремої групи, але природно обмежені відрізком 1930-х років. Це три фортепіанні цикли (4 Прелюдії, 3 Твори, Музичні картинки). Додекафонна техніка застосована Маєрським зовсім не ортодоксально. Композитор застосовує не тільки характерні для додекафонії, але й прийняті в тональній музиці способи розвитку.
У 1948 р. композитора була зараховано до «формалістів», що супровождувалося критикою з політичним забарвленням і прикрощами для нього. Серед творів післявоєнного періоду одним з найзначніших можна вважати другий Концерт для фортепіано з оркестром. У творах цього часу він повернувся до тональності і більш явних жанрово-побутових зв'язків. Незважаючи на те, що на різних етапах творчості його музика та композиторська техніка зазнавали істотних змін, стиль Маєрського являє собою цілісне і достатньо індивідуальне явище. Його сфера — лірико-драматична. З цим пов'язана схильність до непрограмної інструментальної музики (хорових творів немає зовсім) і до жанрів, що передбачають можливість більш особистого висловлювання: концертів для соліста з оркестром, п'єс для окремих інструментів (фортепіано, органа, скрипки) або ж творів для камерного ансамблю. В 1940–1950 роках Маєрський, мабуть, єдиний із львівських композиторів продовжував послідовно і плідно розвивати ці жанри.
Більшість творів Маєрського мають тональну гармонію, сильно хроматизовану і насичену модуляціями. Комплексне використання різних засобів створення тематичного контрасту дозволяє Маєрському досягати виразного зіставлення тем у формі великого твору, а образно-емоційний зміст і стилістика музики відтворюють своєрдний духовний світ львівського інтелігента другої третини ХХ століття. Ця музика має свою неповторну чарівність і заслуговує виконання та глибшого вивчення.

## Твори
- муз. комедія на власне лібрето «Місс Елліс» («Блакитний вітер»), (1915; 1930);
- музика до вистави Ростана «Далека принцеса» (партитура і голоси, 1928);
- музика до вистави Рибіцького «Снігова ніч»;
- оркестровка незакінченої опери М. Леонтовича «На русалчин Великдень»*;
- для симф. оркестру
  - «Симфонічні етюди» (1934),
  - «Ноктюрн» (1937),
  - Симфонія (1939),
- Симфонієта (1942),
- Токата і фуга (1947),
- Марш на тему польської народної пісні (1947), твір без назви;
- для фортепіано і симф. оркестру –  концерти: № 1* (1934), № 2 (1946);
- для скрипки и симфонічного оркестру —  концерт (1957—1962);
- для камерного оркестру — Сюїта (1930)*,
- фортепіанний квінтет «Пам'яті М. Карловича» (1953),
- струнне тріо (1932),
- для віолончелі і фортепіано — Сюїта (1934—1936)*, Соната (1949);
- для фортепіано — Варіації*(1928), Варіації*(1950), 4 прелюдії (1935), Прелюдії та фуги* (1934), 3 твори (1935), Музичні картинки: 3 п'єси (1948), Сюїта (1951 — Полонез, Мазурка, Колискова, Краков'як), «Експресії» (1957), Два етюди, присвячених пані М. Крушельницькій (1963);
- для скрипки і фортепіано — «Оркестра» (Lento) (1954);
- для скрипки соло — Варіації (1952);
- 4 твори для органа (1953);
- для голосу і фортепіано — 4 пісні (1935), пісня «Засмучений» (рік невідомий), Романси* (3 — 1935—1937);
- методичні праці з фортепіанної педагогіки: «Школа гри на фортепіано», «Методологія гри на фортепіано»;
- статті про А. Скрябіна, К. Шимановського та ін.

*  твори згадані в літературі, місце знаходження яких невідоме.